# 모로코 (영화)
《모로코》(영어: Morocco)는 1930년 개봉한 로맨스 영화다. 조셉 폰 스턴버그와 마를레네 디트리히가 할리우드로 건너와서 만든 첫 영화로, 게리 쿠퍼와 아돌프 멘주가 출연했다.

## 출연

### 주연
- 게리 쿠퍼
- 마를렌 디트리히

### 조연
- 아돌프 멘주
- 프란시스 맥도널드
- 폴 포카시

## 기타
- 미술: 한스 드레이어
- 의상: 트라비스 밴톤